# Port lotniczy Beira
Port lotniczy Beira (port. Aeroporto Beira) (IATA: BEW, ICAO: FQBR) – port lotniczy zlokalizowany w Beira, w Mozambiku.

## Linie lotnicze i połączenia
| Linia Lotnicza          | Kierunek                                                                   |
| ----------------------- | -------------------------------------------------------------------------- |
| Airlink                 | 1. Johannesburg                                                            |
| Ethiopian Airlines      | 1. Addis Abeba                                                             |
| LAM Mozambique Airlines | 1. Chimoio 2. Harare 3. Johannesburg 4. Maputo 5. Nampula 6. Pemba 7. Tete |
| Malawi Airlines         | 1. Blantyre 2. Lilongwe                                                    |
| Moçambique Expresso     | 1. Maputo                                                                  |